# Campylaspis rubicunda
Campylaspis rubicunda är en kräftdjursart som först beskrevs av Liljeborg 1855.  Campylaspis rubicunda ingår i släktet Campylaspis och familjen Nannastacidae. Arten är reproducerande i Sverige. Inga underarter finns listade i Catalogue of Life.

## Bildgalleri

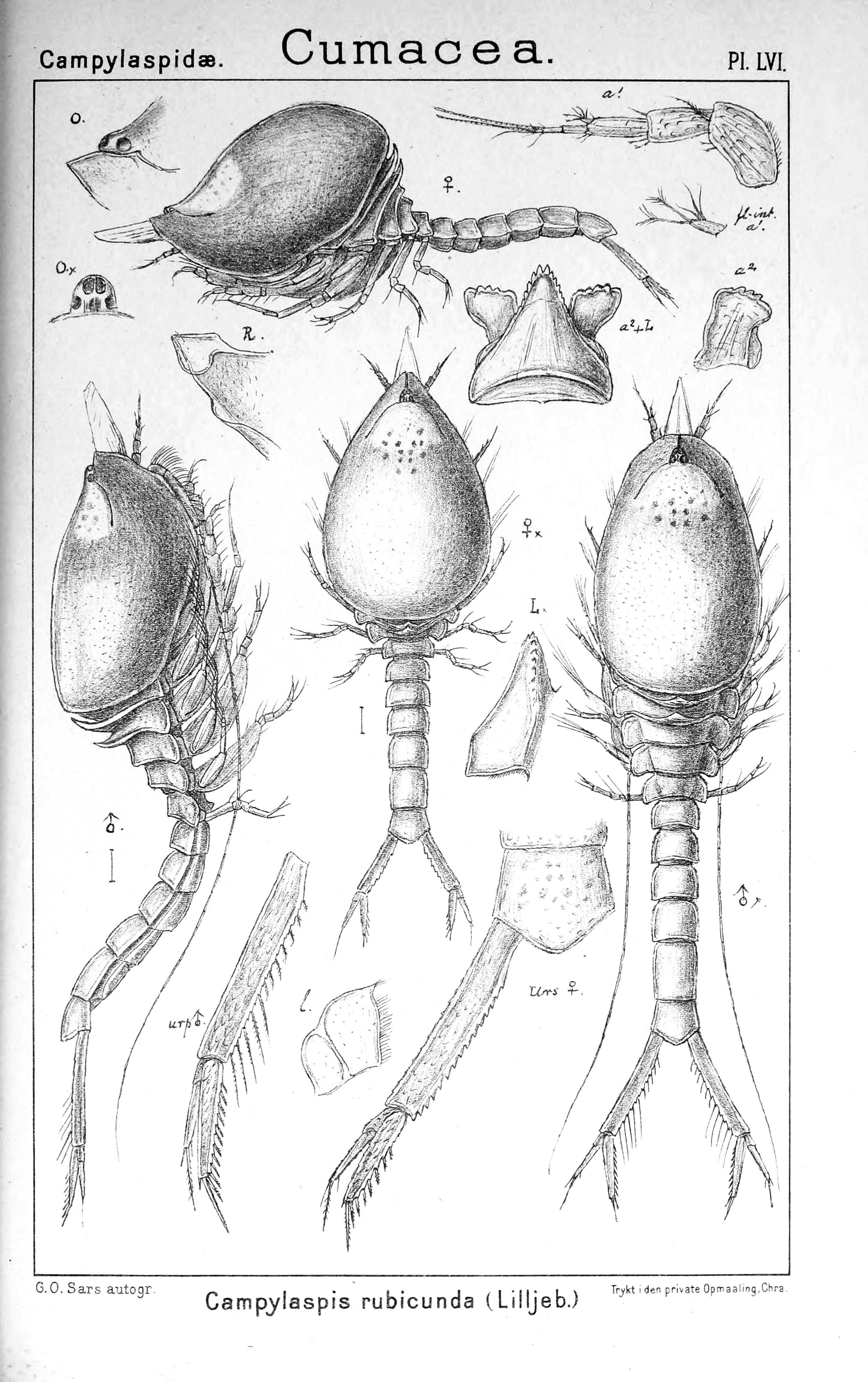
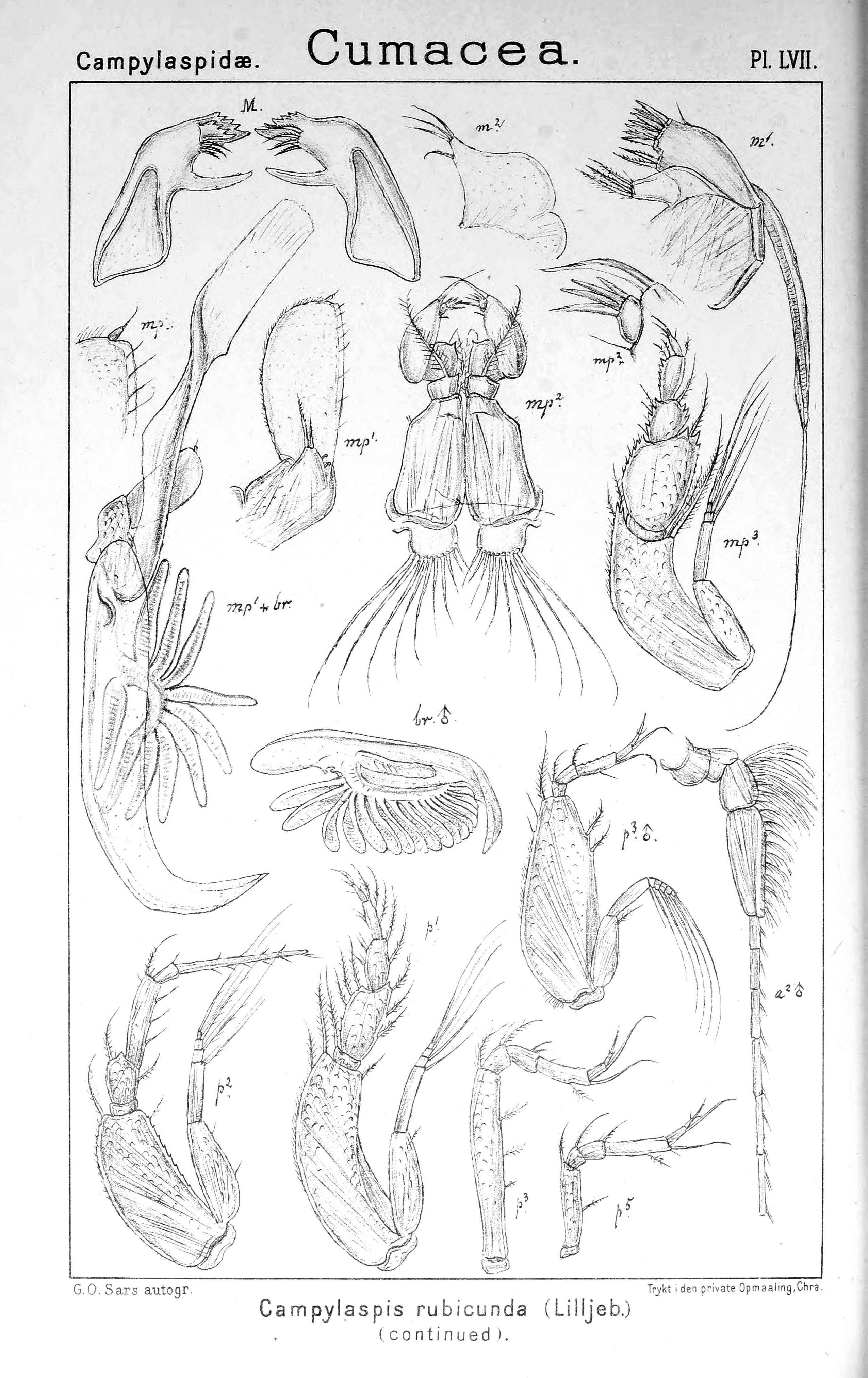